# Rhopalocranellus festae
Rhopalocranellus festae is een hooiwagen uit de familie Manaosbiidae.